# Panòrpids
Els panòrpids (Panorpidae) són una família de mecòpters. Aquesta família conté més de 350 espècies. Tenen entre 9 i 25 mm de longitud.

## Gèneres
- Leptopanorpa MacLachlan, 1875 (12 espècies)
- Neopanorpa Weele, 1909 (ca. 110 espècies)
- Panorpa Linnaeus, 1758 (ca. 240 espècies)
- Sinopanorpa Cai et Hua in Cai, Huang et Hua, 2008 (3 espècies)